# 제미니 (프로토콜)
제미니(Gemini)는 HTTP 및 고퍼와 유사한 원격 문서 접근을 위한 애플리케이션 계층 인터넷 통신 프로토콜이다. "gemtext"라고 하는 특수 문서 형식을 지원하며, 이를 통해 다른 문서에 연결할 수 있다. 솔더펑크(Solderpunk)라는 가명을 사용하는 개발자가 시작한 이 프로토콜은 현재 공동으로 최종 확정 단계에 있으며, 2022년 10월 기준 IETF 표준화 기구에 제출되지 않았다.

## 역사
제미니 프로젝트는 2019년 6월 솔더펑크(Solderpunk)에 의해 시작되었다. 비공식적인 사용자 커뮤니티에서 추가 작업이 진행되었다. 솔더펑크의 FAQ에 따르면, 제미니는 고퍼나 HTTP를 대체하는 것이 아니라 공존하도록 설계되었다. 대부분의 개발은 제미니 메일링 리스트를 통해 진행되었으나, 2021년 말 하드웨어 문제로 리스트가 사라졌다. 2021년 10월 유즈넷 뉴스그룹 comp.infosystems.gemini가 설립되면서 8년 만에 빅 8 계층 구조에서 처음으로 새로운 뉴스그룹이 탄생했다.

## 같이 보기
- 텍스트 기반 웹 브라우저